# Ostkap
Ostkap (afrikaans Oos-Kaap, englisch Eastern Cape, IsiXhosa IPhondo yaMpuma-Koloni) ist eine südafrikanische Provinz im Südosten der Republik. Die Provinz Ostkap entstand 1994 durch die Vereinigung des Südostens der Kapprovinz mit den ehemaligen Homelandgebieten Ciskei und Transkei. Die Hauptstadt ist Bhisho.
Mit einem Indexwert von 0,617 im Jahr 2015 hat das Ostkap den niedrigsten Index der menschlichen Entwicklung unter allen Provinzen des Landes.

## Geographie
Die größte Stadt des Ostkaps und neben East London wichtigster Industriestandort ist Gqeberha. Weil sich in Ostkap keine nennenswerten Bodenschätze befinden, ist die Provinz eine Region des Landes mit geringer Industrialisierung und einkommensschwachen, ländlich geprägten Siedlungen. Ihre wesentlichen wirtschaftlichen Potenziale liegen in der Land- und Forstwirtschaft.
Die Landschaft ist über weite Strecken noch unberührt und bietet eine außerordentliche Vielfalt an morphologischen Erscheinungen und Ökosystemen, die vom Ödland der Great Karoo über den Knysna-Wald, Berggebieten bis über 2000 Metern Höhe und bis zum fruchtbaren Ackerland zwischen den Ebenen Little Karoo und dem Langkloof reicht. Die Vegetation ist sehr abwechslungsreich: Es gibt sowohl Reste immergrüner außertropischer Wälder als auch Fynbos-Vegetation, Graslandschaften und Dornbusch-Savanne. Bei Hogsback und im Tsitsikamma-Nationalpark befinden sich immergrüne Wälder mit einheimischen Baumarten.
Die Höhenlagen der Provinz sind stark differenziert und geologisch sowie naturräumlich breit gefächert. Zu den wichtigsten Gebirgslandschaften zählen Teilabschnitte der Großen Randstufe, wie Sneeuberg, Bamboesberg, Stormberge und die westlichen Ausläufer der Drakensberge, ferner die Regionen Bankberg, Winterberge und Amathole-Berge sowie die Erhebungen innerhalb der Faltungszone der Kap-Supergruppe die Grootwinterhoekberge, Baviaanskloofberge und die Tsitsikammaberge. Besonders zerklüftet ist die Bergszenerie der Wild Coast einschließlich ihres Binnenlandes.

## Distrikte mit den Gemeinden
Die Territorialstruktur der Provinz Ostkap besteht aus 6 Distrikten mit 31 Lokalgemeinden sowie zwei Metropolgemeinden (Stand Juli 2020):

Ostkap mit seinen Distrikten (2016)

|    | Distrikt / Metropolgemeinde                  | Lokalgemeinden                                                                                |
| -- | -------------------------------------------- | --------------------------------------------------------------------------------------------- |
| 1. | Alfred Nzo                                   | Matatiele, Winnie Madikizela-Mandela, Ntabankulu und Umzimvubu                                |
| 2. | Amathole                                     | Amahlathi, Great Kei, Mbhashe, Mnquma, Ngqushwa und Raymond Mhlaba                            |
| 3. | Chris Hani                                   | Emalahleni, Engcobo, Enoch Mgijima, Intsika Yethu, Inxuba Yethemba und Sakhisizwe             |
| 4. | Joe Gqabi                                    | Elundini, Senqu und Walter Sisulu                                                             |
| 5. | OR Tambo                                     | Ingquza Hill, King Sabata Dalindyebo, Nyandeni, Mhlontlo und Port St. Johns                   |
| 6. | Sarah Baartman                               | Blue Crane Route, Dr Beyers Naudé, Kouga, Kou-Kamma, Makana, Ndlambe und Sundays River Valley |
| 7. | Buffalo City Metropolitan Municipality       | Metropolgemeinde                                                                              |
| 8. | Nelson Mandela Bay Metropolitan Municipality | Metropolgemeinde                                                                              |

## Verkehr

### Flugverkehr
In East London, Gqeberha und Mthatha gibt es Binnenflughäfen. Sie werden vorrangig von Flughäfen in Kapstadt und Johannesburg angeflogen.

### Schiffsverkehr
Die größeren Hafenstädte an der Küste besitzen einen frachtfähigen Hafen. Die Schwerpunkte liegen dabei in Gqeberha, dem Hafen Ngqura und in East London. Einen Binnenschiffsverkehr mit Frachtaufkommen gibt es nicht. Die geringe Wasserführung, die Sedimentfracht der Flüsse und einige wasserwirtschaftliche Bauwerke lassen das nicht zu.

### Straßennetz
In der Provinz Ostkap bildet heute das Straßennetz die Hauptverkehrsverbindung zwischen den Ortschaften. Das früh entstandene Eisenbahnnetz hat vergleichsweise an Bedeutung verloren. Die Nationalstraße N2 durchquert die Provinz von Südwesten nach Nordosten. Dabei verbindet sie, von Kapstadt kommend, die Städte Gqeberha, Makhanda, King William’s Town, Mdantsane, East London, weiter nach Mthatha, wo sie das unwegsame Gebiet der Wild Coast umfährt. Von dort verläuft sie weiter nach Kokstad in der Nachbarprovinz KwaZulu-Natal und führt weiter in Richtung Durban. Zwischen King William’s Town und East London sowie westlich von Gqeberha bis zur Ortschaft Thornhill ist sie als vierspurige Autobahn ausgebaut.
Die Nationalstraße N6 beginnt in East London und schafft eine Verbindung mit dem nordwestlich dieser Stadt liegenden Binnenland. Dabei berührt sie die Städte Macleantown und Stutterheim, überwindet danach die östlichen Ausläufer der Amathole-Berge, ferner Cathcart, Queenstown und den Verkehrsknotenpunkt Aliwal North. Bei letzterer Stadt überquert sie den Oranje, damit die Provinzgrenze und führt weiter nach Bloemfontein in der Provinz Freistaat.
Von Westen, aus der Region um Oudtshoorn erstreckt sich die Nationalstraße N9 über den westlichen Teil der Provinz. Sie erreicht am Ghwarriepoort (Gebirgspass) das Gebiet, führt durch relativ gering bewohnte Landschaften nach Graaff-Reinet. Danach streift sie die östlichen Ausläufer des Sneeuberg-Massivs mit der Ortschaft Bethesdaweg und erreicht danach Middelburg. Dort folgt sie kurz dem Verlauf der N10, verlässt südlich der Ortschaft Carlton das Provinzgebiet in nördliche Richtung nach Colesberg, wo sie in der N1 endet.
Aus der Provinz Nordkap über Britstown führt die Nationalstraße N10 in den westlichen Teil der Provinz Ostkap und erreicht nördlich von Middelburg ihr Gebiet. Dabei vereinigt sie sich kurz mit der N9, die sie nach dieser Stadt wieder verlässt und über Cradock bis in das küstennahe Gebiet führt. Bei der Ortschaft Ncanaha kurz vor Gqeberha wird sie von der N2 aufgenommen.
Das Verkehrswegenetz zwischen den Nationalstraßen bilden Regionalstraßen durch teilweise unwegsame, trockene und gebirgige Gebiete. Es gibt in den abgelegenen Regionen zahlreiche unbefestigte Straßen.
Seit dem Jahr 2003 regelt ein Gesetz der Provinz (Eastern Cape Roads Act, No. 3 / 2003) die Aufgaben der Provinzverwaltung für das in ihrer Zuständigkeit liegende Straßennetz. Damit wurden die Regelungen der Roads Ordinance von 1976 aufgehoben. Die Provinz erhält finanzielle Zuschüsse aus dem nationalen PRMG-Fonds (Provincial Road Maintenance Grant) für die Straßenunterhaltung.

## Demografie

Bevölkerungsdichte der Provinz Ostkap:
<1/km²
1–3/km²
3–10/km²
10–30/km²
30–100/km²
100–300/km²
300–1000/km²
1000–3000/km²
>3000/km²

Verteilung der Sprachen im Ostkap (Zensus 2001):
Afrikaans
Englisch
isiXhosa
isiZulu
Sesotho
keine dominierende Sprache

Nach den Ergebnissen der Volkszählung von 2011 rechneten sich 86,3 % der schwarzen Bevölkerungsgruppe zu, 4,7 % den Weißen, 8,3 % den Coloureds und 0,4 % den Indern und Asiaten. isiXhosa gaben 78,8 % der Bevölkerung als Muttersprache an, Afrikaans 10,58 %, Englisch 5,61 % und Sesotho 2,46 %.
Die folgende Übersicht zeigt die Einwohnerzahlen nach dem jeweiligen Gebietsstand seit der Volkszählung 1996.
| Jahr          | Einwohnerzahl |
| ------------- | ------------- |
| 1996 (Zensus) | 6.147.244     |
| 2001 (Zensus) | 6.278.651     |
| 2011 (Zensus) | 6.562.053     |
| 2017          | 6.498.683     |
| Juni 2021     | 6.676.590     |
| 2022 (Zensus) | 7.230.204     |

## Politik

Sitzverteilung in der Provinzversammlung des Ostkaps:
EFF: 8
MK: 1
ANC: 45
UDM: 3
DA: 11
ATM: 1
VF+: 1
PA: 3

Bei den Wahlen 2024 zur Provinzversammlung blieb der ANC in der Provinz Ostkap die stärkste Partei. Die Mandate verteilen sich wie folgt.
| Partei                                | Sitze | +/−   |
| ------------------------------------- | ----- | ----- |
| African National Congress (ANC)       | 45    | +1    |
| Democratic Alliance (DA)              | 11    | +1    |
| Economic Freedom Fighters (EFF)       | 08    | +3    |
| Patriotic Alliance (PA)               | 03    | (neu) |
| United Democratic Movement (UDM)      | 03    | +1    |
| uMkhonto we Sizwe (M. K.)             | 01    | (neu) |
| African Transformation Movement (ATM) | 01    | ±0    |
| Vryheidsfront Plus (VF+)              | 01    | ±0    |
| Summe                                 | 73    | +10   |

## Städte (Auswahl)
| - Adelaide - Alice - Aliwal North - Barkly East - Burgersdorp - Cradock - Dimbaza - East London - Gqeberha | - Kariega (Uitenhage) - Makhanda (Grahamstown) - Mthatha - Port Alfred - Queenstown - Qonce (King William’s Town) - Somerset East - Stutterheim |

## Hochschuleinrichtungen
Auf dem Gebiet der Provinz existieren vier Hochschuleinrichtungen. Zwei von ihnen verfügen über ausgeprägte internationale Beziehungen und haben zur wissenschaftlichen Entwicklung des Landes Südafrikas über einen Zeitraum von mehr als einhundert Jahren maßgeblich beigetragen. Es handelt sich um die:
- Nelson Mandela University
- Rhodes-Universität
- Universität von Fort Hare und
- Walter-Sisulu-Universität.

Von historischer Bedeutung für die agrarwirtschaftliche Ausbildung im gesamten Land ist das Fort Cox College of Agriculture and Forestry bei Keiskammahoek.

## Nationalparks und Naturschutzgebiete
| Nationalparks | Naturschutzgebiete | Naturschutzgebiete |
| --- | --- | --- |
| - Addo-Elefanten-Nationalpark - Camdeboo-Nationalpark - Mountain-Zebra-Nationalpark - Tsitsikamma-Nationalpark (Teil des Garden-Route-Nationalparks) | - Alexandria Conservation Area - Baviaanskloof Mega-Reserve - Black Eagle Nature Reserve - Buffelspruit Nature Reserve - Bushman’s River Conservancy - Cape Recife Nature Reserve - Commando Drift Nature Reserve - Cwebe Nature Reserve - Double Drift Game Reserve - Dwesa-Cwebe Marine Reserve - Formosa Nature Reserve - Fonteinbos Nature Reserve - Fort Fordyce Nature Reserve - Fort Pato Nature Reserve - Gariep Dam Nature Reserve - Great Fish River Reserve - Groendal Wilderness Area - Huisklip Nature Reserve - Huleka Nature Reserve - Karoo Nature Reserve | - Kragga Kamma Game Park - Kwelera Nature Reserve - Maitland Nature Reserve - Mkambati Nature Reserve - Mpofu Game Reserve - Oviston Nature Reserve - Round Hill Nature Reserve - Saldinia Bay Nature Reserve - Sam Knott Nature Reserve - Sea View Lion and Game Park - Shamwari Game Reserve - Silaka Nature Reserve - Stinkhoutberg Nature Reserve - Thomas Baines Nature Reserve - Timbila Game Reserve - Tsolwana Game Reserve - Van Stadens Wild Flower Reserve - Andries Vosloo Kudu Reserve - Woody Cape Nature Reserve |

## Persönlichkeiten
Die alte Universitätsstadt Grahamstown – seit 2018 Makhanda – mit Bischofssitz, das ehemalige britische Verwaltungszentrum King William’s Town sowie die Hafenstädte East London und Gqeberha sowie weitere Orte waren und sind die Wirkungsstätten vieler für Südafrika historisch bedeutsamer Persönlichkeiten. Zu ihnen zählen der deutschstämmige Naturforscher Selmar Schönland, sein Sohn Basil Schonland, der preußische Offizier Richard von Stutterheim, die Entdeckerin Marjorie Courtenay-Latimer, die Missionare James Stewart und Jane Elizabeth Waterston sowie der Künstler Churchill Madikida und der Musiker Alex van Heerden.
Viele bekannte Persönlichkeiten der Anti-Apartheidsbewegung, wie Nelson Mandela, Govan Mbeki und Thabo Mbeki, Walter Sisulu, ferner Chris Hani, Steve Biko und Albertina Sisulu stammen aus dieser Provinz, da auf ihrem Gebiet die früheren Homelands Ciskei und Transkei lagen, traditionelle Siedlungsgebiete der Xhosa. Auch andere Bürgerrechtler, wie Allan Hendrickse, wurden im Ostkap geboren.

## Galerie

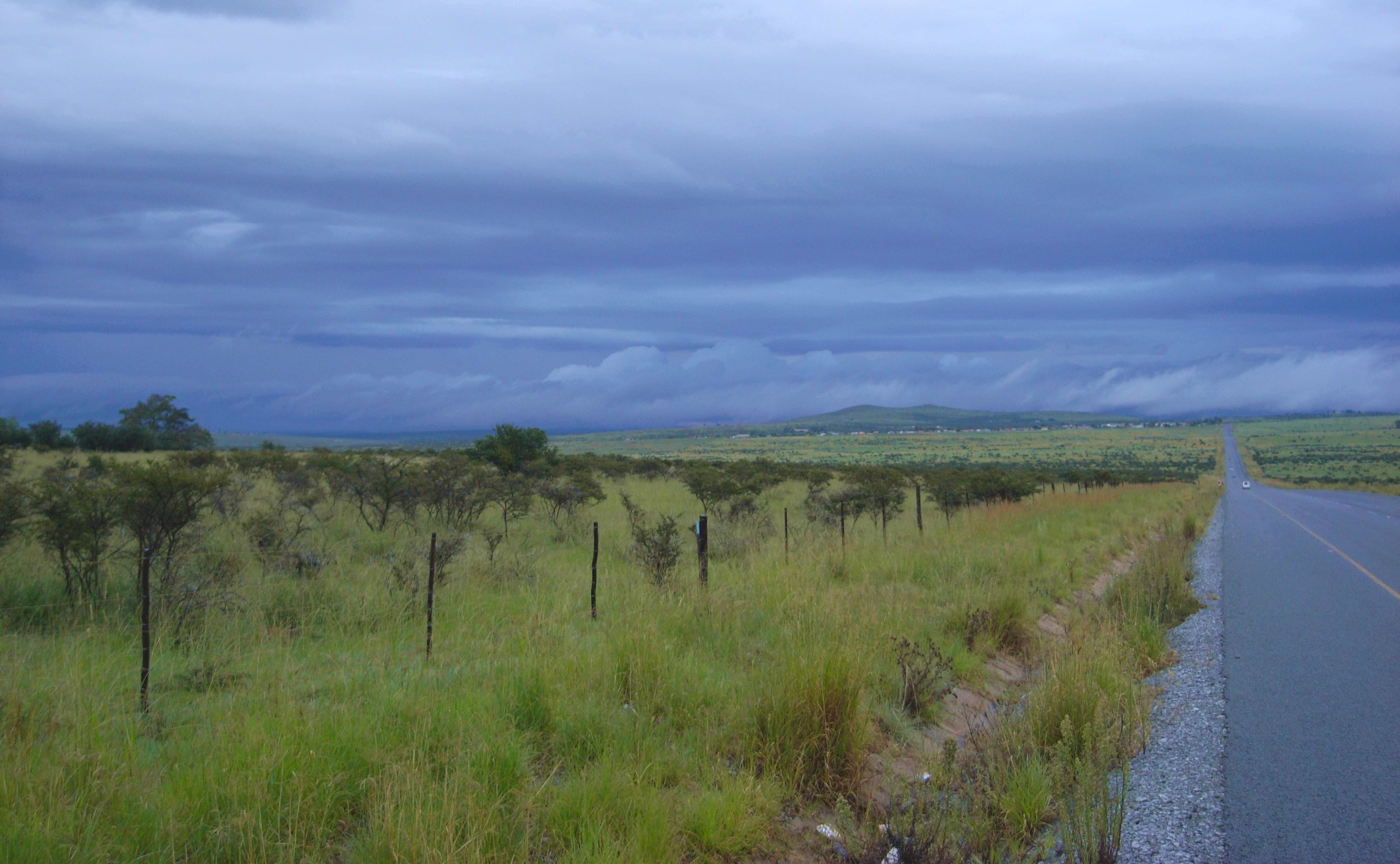
Straße R63 bei Middledrift im ehemaligen Homeland Ciskei, Blick nach Norden
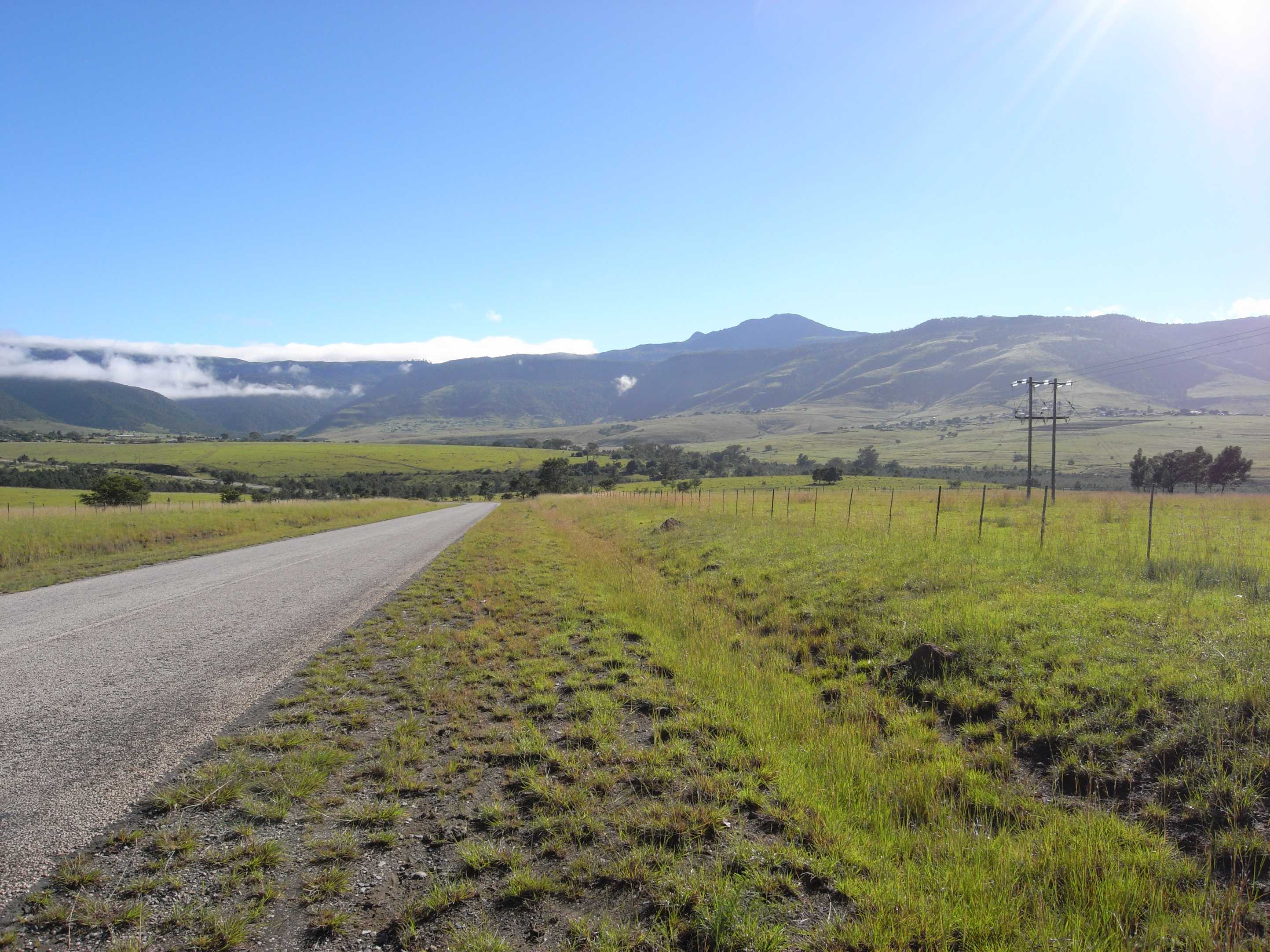
Tal des Tyhume River am Fuß der Amathole-Berge
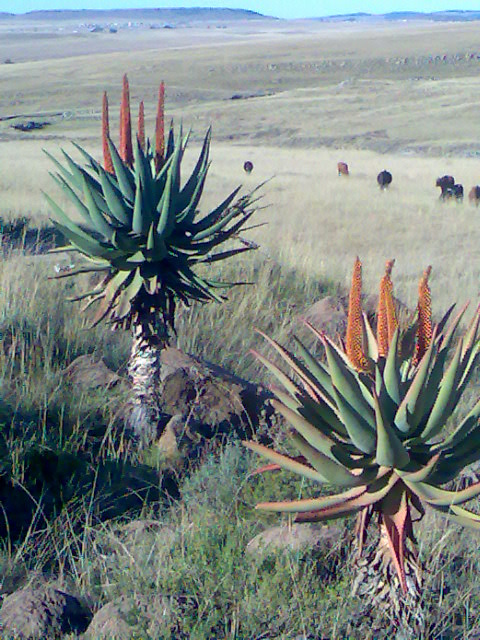
Kap-Aloe (Aloe ferox)